# Tiaropsidium polyradiatum
Tiaropsidium polyradiatum is een hydroïdpoliep uit de familie Tiaropsidae. De poliep komt uit het geslacht Tiaropsidium. Tiaropsidium polyradiatum werd in 1965 voor het eerst wetenschappelijk beschreven door Kramp. 